# 10 april
10 april is de 100ste dag van het jaar (101ste dag in een schrikkeljaar) in de gregoriaanse kalender. Hierna volgen nog 265 dagen tot het einde van het jaar.

## Gebeurtenissen
- Algemeen
  - 1815 - De Tambora op het Indonesische eiland Soembawa barst uit.
  - 1972 - Een aardbeving met een kracht van 7,2 treft de Iraanse stad Ghir Karzin en een gebied van 250 kilometer daaromheen. Meer dan 5300 mensen komen om.
  - 2001 - Instorting van de toneeltoren-in-aanbouw van Schouwburg Het Park in Hoorn.
  - 2010 - Vliegramp bij Smolensk, waarbij onder meer Lech Kaczyński, de president van Polen, en zijn vrouw omkomen.[1]
  - 2024 - Boven het noordoosten van de Verenigde Staten wordt een heldere bolide waargenomen. Tientallen waarnemers in de staten Connecticut, Delaware, New Jersey, New York, en Pennsylvania melden een heldere groene meteoor of blauwe flits te hebben waargenomen.[2]
  - 2024 - Enkele honderden waarnemers in Nederland, België en Duitsland melden een heldere bolide te hebben gezien. Volgens voorlopige berekeningen werd de meteoor zichtbaar toen deze zich ten noorden van Den Haag bevond en eindigde de zichtbaarheid boven de Noordzee.[3]

- Kunst en cultuur
  - 2013 - Fotografe Ilvy Njiokiktjien wordt de eerste Fotograaf des Vaderlands.

- Media
  - 1962 - Voor het eerst zijn de Flintstones op de Nederlandse tv te zien.[4]
  - 1970 - Paul McCartney deelt mee dat hij uit The Beatles stapt.[4]

- Muziek
  - 2023 - Het Volendamse zangduo Nick (Schilder) & Simon (Keizer) geven het laatste afscheidsconcert in een reeks van zes in Ahoy' in Rotterdam.[5]

- Oorlog
  - 1941 - Met steun van Adolf Hitler wordt de 'onafhankelijke staat van de Kroaten' geproclameerd.
  - 1990 - De Angolese verzetsgroep UNITA stelt de regering in Luanda voor om spoedig onderhandelingen over een vredesregeling te beginnen.

- Politiek
  - 1938 - In Oostenrijk wordt een referendum gehouden over de op 13 maart voltrokken Anschluss, de vereniging van Oostenrijk en Duitsland. Een overweldigende meerderheid geeft aan voorstander te zijn.
  - 1990 - De wet op de bewakingsondernemingen, interne bewakingsdiensten en beveiligingsmoduleringen, kortweg de wet-Tobback, beschrijft binnen welke grenzen deze diensten moeten/mogen werken in België.
  - 1991 - In de West-Afrikaanse staat Togo raken opnieuw duizenden jongeren slaags met de politie. Zij eisen hervormingen en het aftreden van president Étienne Eyadéma.
  - 1998 - De Noord-Ierse partijen komen tot het Goedevrijdagakkoord. Aan dertig jaar geweld lijkt daarmee een einde gekomen.
  - 2008 - De feministische protestgroep FEMEN wordt opgericht.
  - 2023 - Premier Benjamin Netanyahu van Israël maakt tijdens een persconferentie bekend dat hij terugkomt op het besluit om minister van Defensie Yoav Gallant te ontslaan. Ook houdt hij de oppositie verantwoordelijk voor de golf van geweld in het land. Meteen na de toespraak gaan in Tel Aviv opnieuw honderden mensen de straat op om te protesteren.[6]

- Religie
  - 428 - Nestorius wordt benoemd tot patriarch van Constantinopel.
  - 1605 - Kroning van Paus Leo XI in Rome.

- Sport
  - 1913 - Oprichting van de Bulgaarse voetbalclub Slavia Sofia.
  - 1960 - Wielrenner Pino Cerami wint Parijs-Roubaix op 38-jarige leeftijd.
  - 1983 - Hennie Kuiper wint de wielerklassieker Parijs-Roubaix.
  - 1994 - Eddy Hellebuyck wint de tiende editie van de marathon van Antwerpen in een tijd van 2:11.50. Bij de vrouwen triomfeert Marie-Christine Christiaens (2:40.54).
  - 1995 - Andre Agassi lost Pete Sampras na 82 weken af als nummer één op de wereldranglijst der tennisprofessionals; de Amerikaan moet die positie na dertig weken weer afstaan aan zijn landgenoot.
  - 2011 - Wielrenner Johan Vansummeren wint Parijs-Roubaix na een solo van 15 kilometer in de 'Hel van het Noorden'.
  - 2019 - sc Heerenveen zet trainer Jan Olde Riekerink op non-actief. Zijn team staat tiende en staat te laag om de play-offs voor Europees voetbal te halen.

- Wetenschap en technologie
  - 1912 - De Titanic verlaat de haven van Southampton, Engeland.
  - 1944 - Eerste synthetische productie van kinine.
  - 1982 - Lancering van Insat 1, de eerste meervoudig (communicatie en weersvoorspelling) inzetbare satelliet van India. De Indian Space Research Organisation (ISRO) huurt NASA in voor de lancering van de satelliet met een Delta raket.[7]
  - 2024 - Lancering van een Falcon 9 raket van SpaceX vanaf Cape Canaveral Space Force Station Lanceercomplex 40 (SLC-40) voor de Starlink Group 6-48 missie met 23 Starlink satellieten.[8]

## Geboren

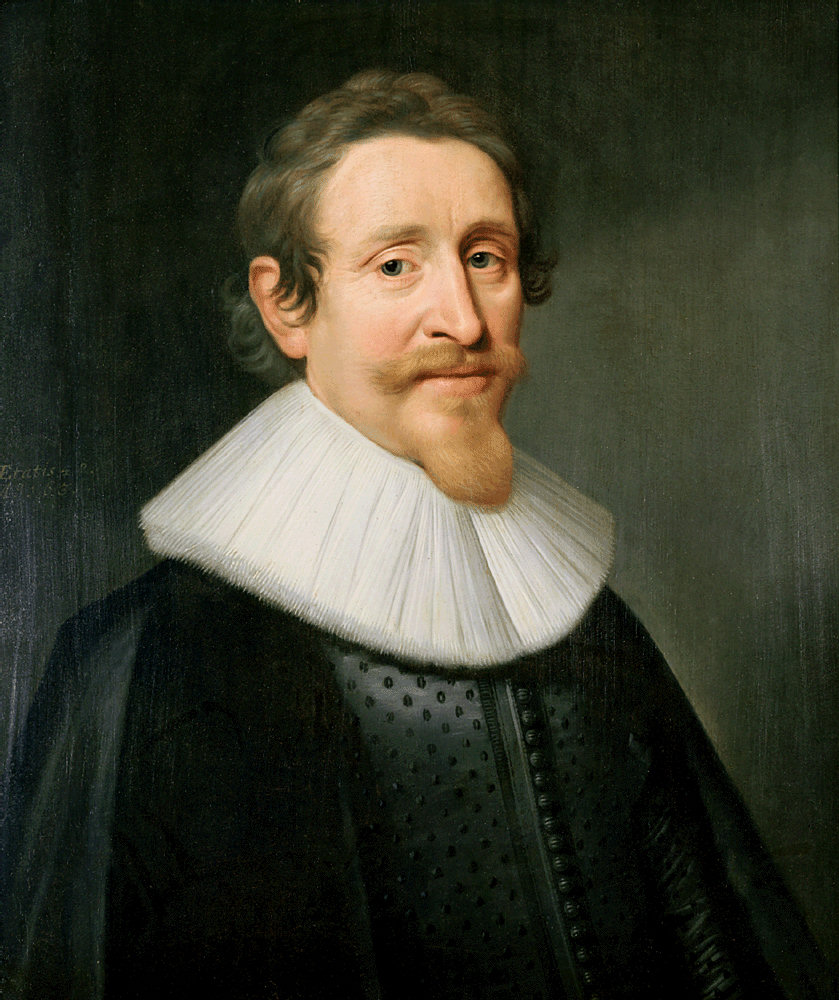
Hugo de Groot
geboren in 1583

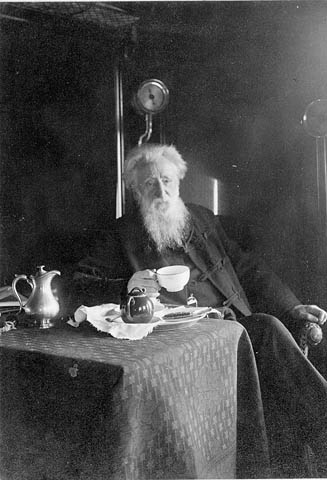
William Booth,
geboren in 1829

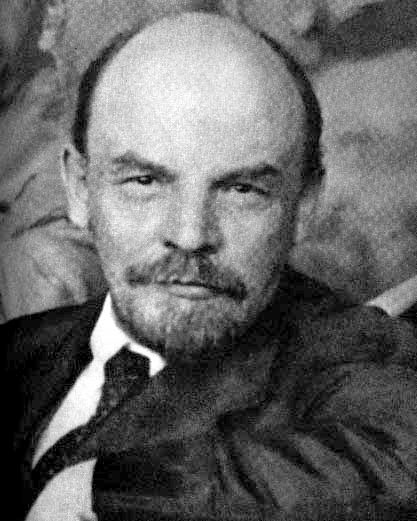
Vladimir Lenin,
geboren in 1870

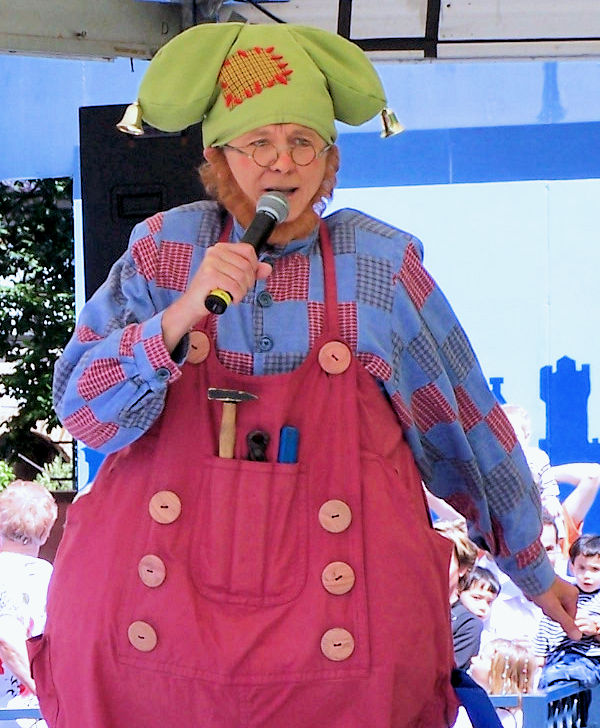
Aimé Anthoni,
geboren in 1948

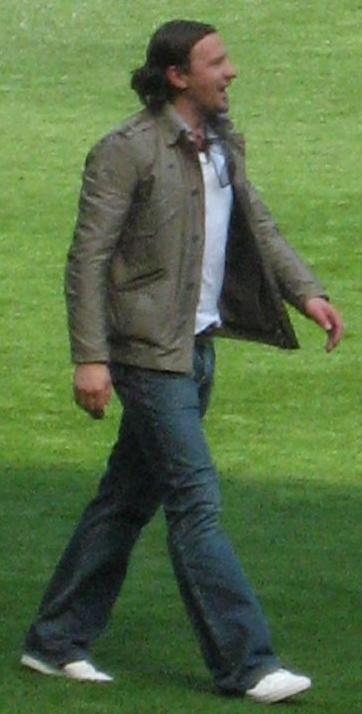
Mario Stanić,
geboren in 1972

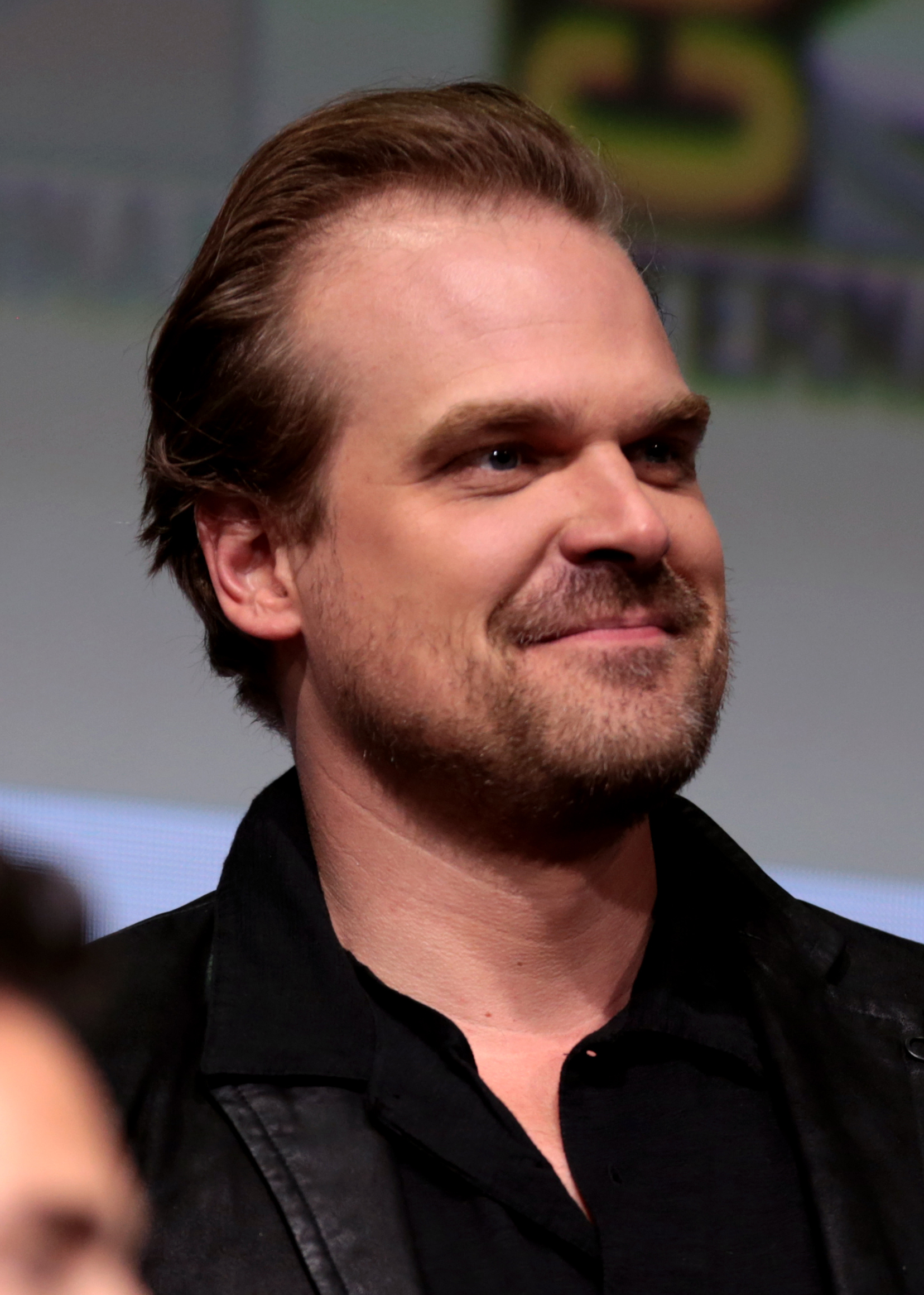
David Harbour,
geboren in 1975

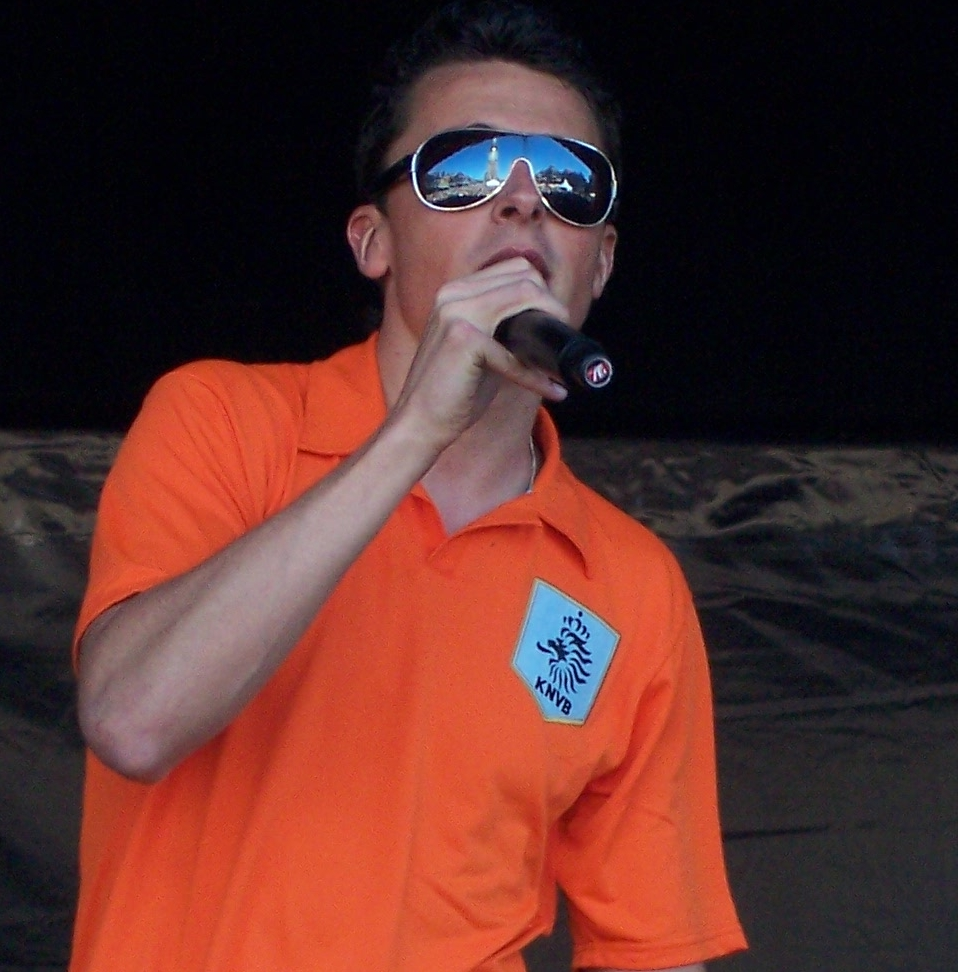
Bart Zeilstra (Baas B),
geboren in 1982

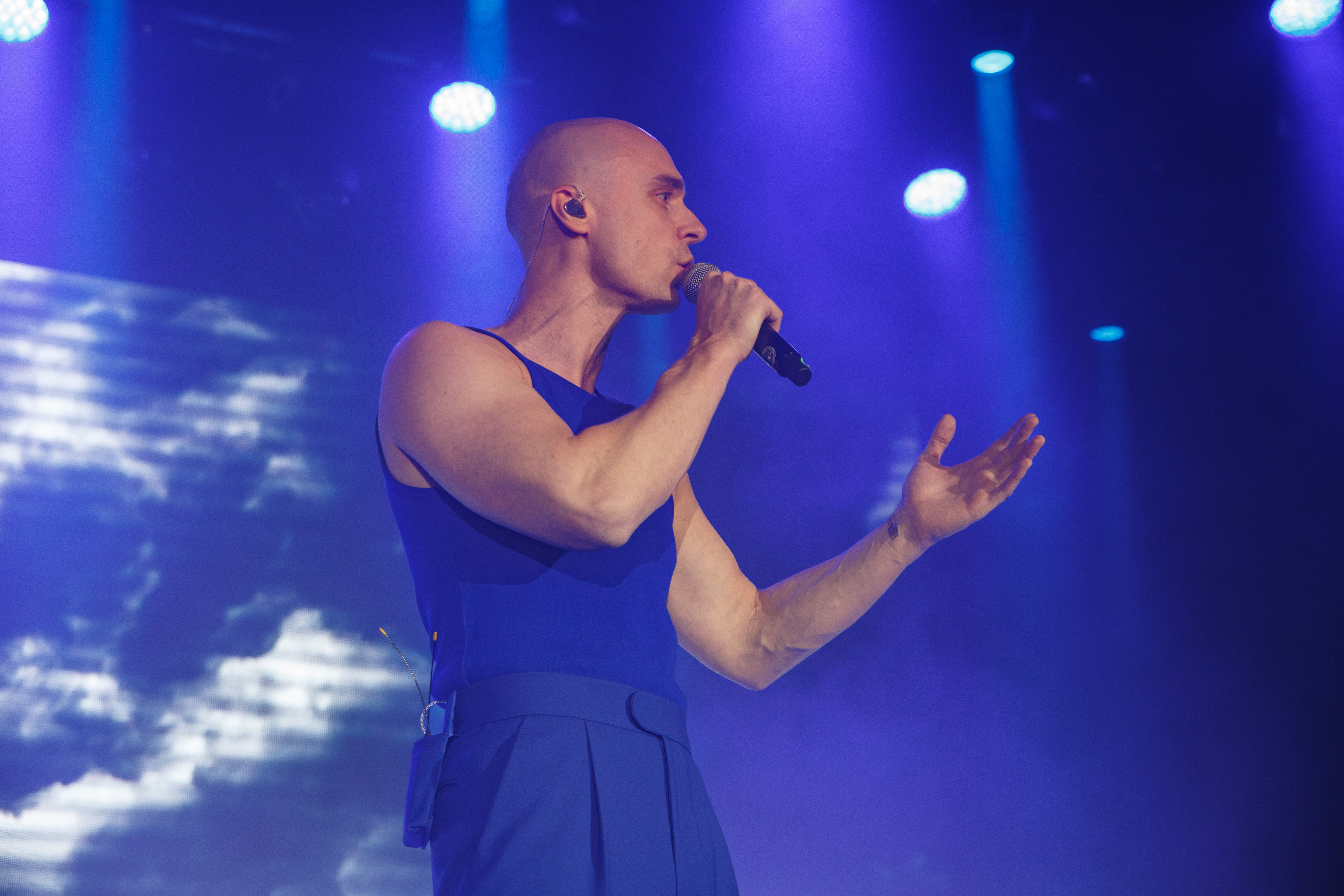
Dons,
geboren in 1984

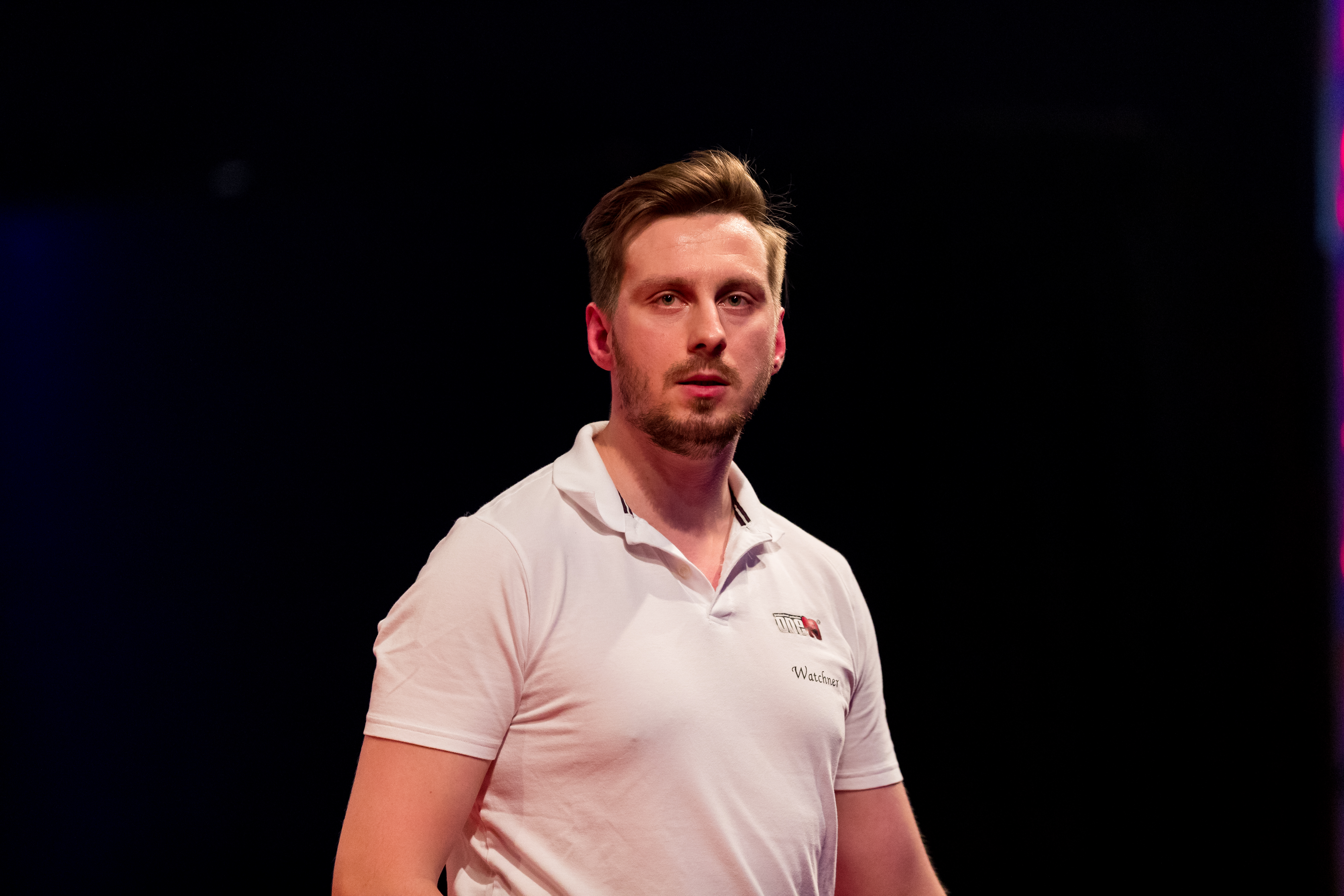
Florian Hempel,
geboren in 1990

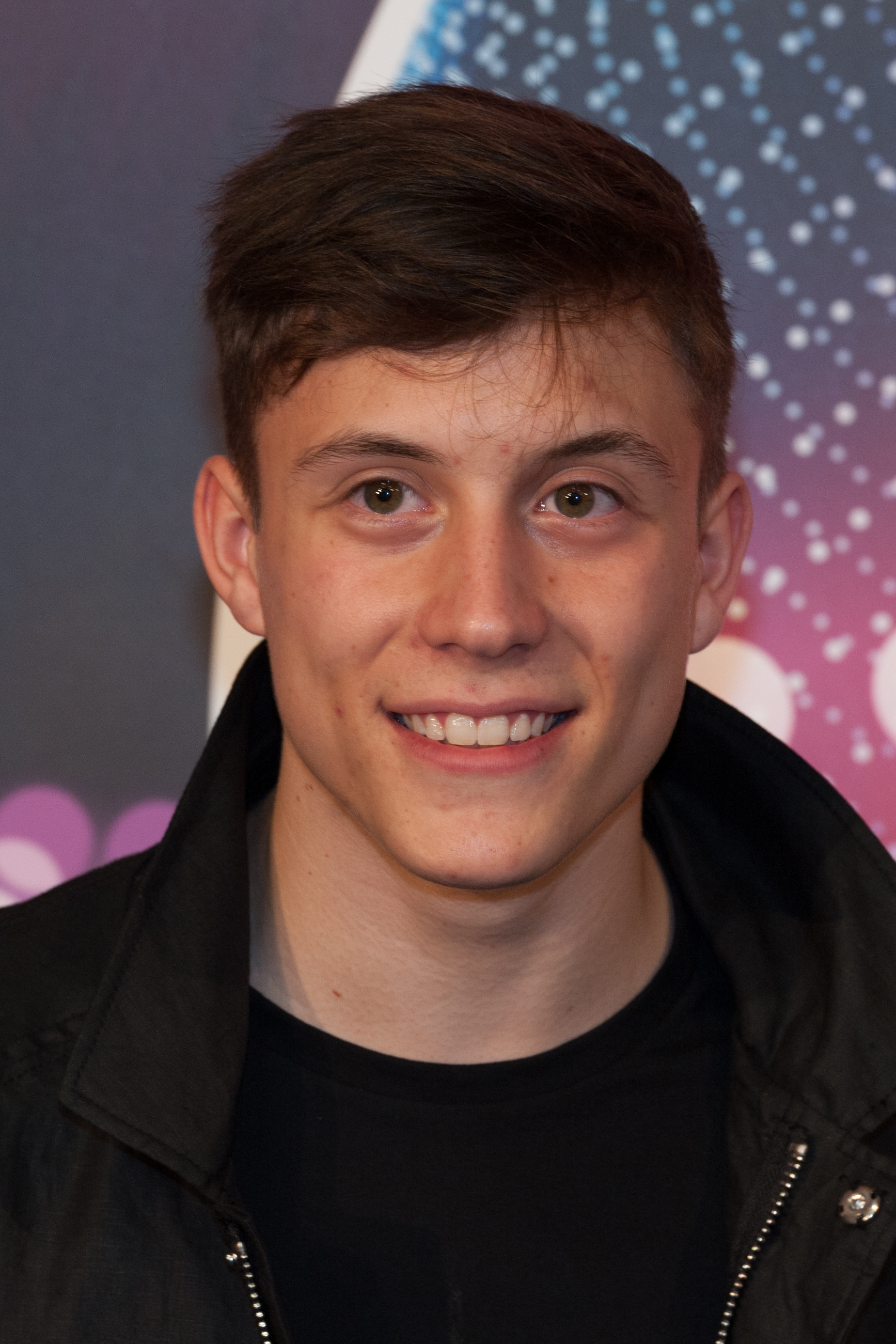
Loïc Nottet,
geboren in 1996

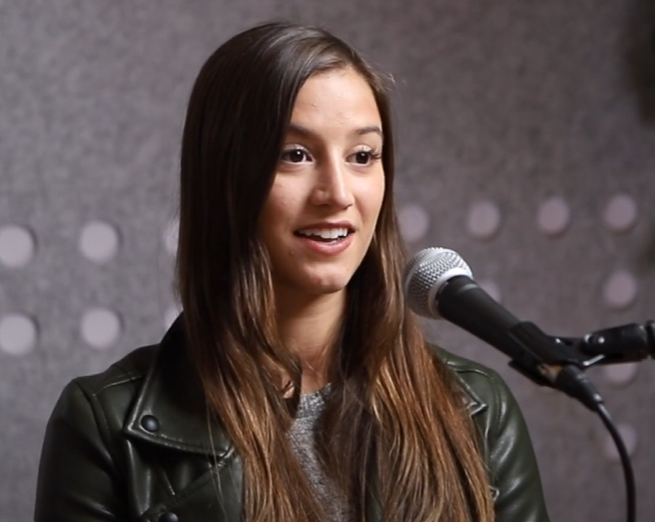
Lexie Alford,
geboren in 1998

- 1480 - Filibert II van Savoye, hertog van Savoye en graaf van Genève (overleden 1504)
- 1487 - Willem I van Nassau-Dillenburg, vader van Willem van Oranje (overleden 1559)
- 1583 - Hugo de Groot, Nederlands rechtsgeleerde (overleden 1645)
- 1651 - Ehrenfried Walther von Tschirnhaus, Duits wiskundige (overleden 1708)
- 1717 - Willem Gommaar Kennis, Belgisch violist en componist (overleden 1789)
- 1755 - Samuel Hahnemann, Duits arts en homeopaat (overleden 1843)
- 1762 - Giovanni Aldini, Italiaans natuurwetenschapper (overleden 1834)
- 1786 - Louis Albert Necker, Zwitsers kristallograaf (overleden 1861)
- 1794 - Matthew Calbraith Perry, Amerikaans militair (overleden 1858)
- 1827 - Lew Wallace, Amerikaans schrijver (overleden 1905)
- 1829 - William Booth, stichter van het Leger des Heils (overleden 1912)
- 1847 - Joseph Pulitzer, Amerikaans krantenmagnaat en uitgever (overleden 1911)
- 1852 - Arthur Vierendeel, Belgisch ingenieur en bruggenontwerper (overleden 1940)
- 1854 - Simon Zeisel, Tsjechisch scheikundige (overleden 1933)
- 1856 - Constant Lievens, Belgisch missionaris (overleden 1893)
- 1864 - Eugen d'Albert, Schots pianist en componist (overleden 1932)
- 1867 - Willem Warnaar, Nederlands ARP-politicus en bloembollenkweker (overleden 1942)
- 1868 - George Arliss, Brits acteur (overleden 1946)
- 1869 - Jane Thylda, Frans actrice en societyfiguur (overleden 1935)
- 1870 - Vladimir Lenin, Russisch revolutionair (overleden 1924)
- 1872 - Harm Kolthek, Nederlands vakbondsbestuurder en politicus (overleden 1946)
- 1873 - Kyösti Kallio, vierde president van Finland (overleden 1940)
- 1873 - Robert Morton Nance, Brits taalkundige, gespecialiseerd in het Cornisch (overleden 1959)
- 1877 - Alfred Kubin, Oostenrijks graficus, boekillustrator en schrijver (overleden 1959)
- 1880 - Hans Purrmann, Duits kunstschilder (overleden 1966)
- 1880 - Frances Perkins, Amerikaans minister (overleden 1965)
- 1883 - Mohammed Nadir Sjah, voormalig koning van Afghanistan (overleden 1933)
- 1886 - John Hayes, Amerikaans atleet (overleden 1965)
- 1892 - Benjamin de Almeida Sodré (Mimi Sodré), Braziliaans voetballer (overleden 1982)
- 1895 - Gustav Lombard, Duits generaal (overleden 1992)
- 1896 - Jean-Baptiste Piron, Belgisch militair (overleden 1974)
- 1896 - Maria Verkeyn, tijdelijk oudste inwoner van België (overleden 2005)
- 1896 - Cor Wezepoel, Nederlands atleet (overleden 1954)
- 1900 - Jean Duvieusart, Belgisch politicus (overleden 1977)
- 1904 - Anna De Guchtenaere, Belgisch oudste persoon (overleden 2015)
- 1905 - Jan Britstra, Nederlands atleet (overleden 1987)
- 1905 - Edgard Viseur, Belgisch atleet (overleden ?)
- 1906 - Julia Clements, Brits schrijfster en bloemschikster (overleden 2010)
- 1913 - Duke Dinsmore, Amerikaans autocoureur (overleden 1985)
- 1914 - Wim ter Burg, Nederlands componist, kerkmusicus, koordirigent en muziekpedagoog (overleden 1995)
- 1914 - Paul Russo, Amerikaans autocoureur (overleden 1976)
- 1915 - Harry Morgan, Amerikaans acteur (overleden 2011)
- 1915 - Leo Vroman, Nederlands dichter (overleden 2014)
- 1916 - Rinus de Vries, Nederlands voetballer (overleden 2006)
- 1917 - Coos Hartogh, Nederlands verzetsstrijder (overleden 1943)
- 1918 - Wim Ibo, Nederlands cabaretier en producer (overleden 2000)
- 1919 - Anda Kerkhoven, Nederlands verzetsvrouw (overleden 1945)
- 1919 - Annie Timmermans, Nederlands zwemster (overleden 1958)
- 1920 - Fons Baeten, Nederlands politicus (overleden 1996)
- 1922 - Hans de Groot-Canté, Nederlands schrijfster (overleden 1988)
- 1924 - Lee Bergere, Amerikaans acteur (overleden 2007)
- 1926 - Johannes Bluyssen, Nederlands bisschop van 's-Hertogenbosch (overleden 2013)
- 1927 - Piero Tosi, Italiaans decor- en kostuumontwerper (overleden 2019)
- 1929 - Harry Bannink, Nederlands componist, arrangeur en pianist (overleden 1999)
- 1929 - Duje Bonačić, Joegoslavisch roeier (overleden 2020)
- 1929 - Adam Jansma, Nederlands beeldhouwer (overleden 1965)
- 1929 - Liz Sheridan, Amerikaans actrice (overleden 2022)
- 1929 - Max von Sydow, Zweeds acteur en regisseur (overleden 2020)
- 1930 - Claude Bolling, Frans jazz-pianist (overleden 2020)
- 1930 - Dolores Huerta, Amerikaans vakbondsbestuurster
- 1931 - Luis Cabral, Guinee-Bissaus politicus (overleden 2009)
- 1931 - René Follet, Belgisch striptekenaar (overleden 2020)
- 1932 - Delphine Seyrig, Frans actrice (overleden 1990)
- 1932 - Omar Sharif, Egyptisch filmacteur en bridgespeler (overleden 2015)
- 1932 - Juan Vairo, Argentijns voetballer
- 1933 - Willem Balke, Nederlands predikant en theoloog (overleden 2021)
- 1934 - Carel Godin de Beaufort, Nederlands autocoureur (overleden 1964)
- 1934 - David Halberstam, Amerikaans journalist (overleden 2007)
- 1936 - Dais ter Beek, Nederlands voetballer (overleden 2023)
- 1936 - Ricky Valance, Brits zanger (overleden 2020)
- 1937 - Lily Castel, Belgisch zangeres
- 1937 - Hugo van Lawick, Nederlands regisseur (overleden 2002)
- 1938 - Frans van der Lugt, Nederlands rooms-katholiek priester (overleden 2014)
- 1939 - Claudio Magris, Italiaans schrijver
- 1939 - Shinji Mizushima, Japans mangaka (overleden 2022)
- 1939 - Ricky Valance, Welsh-Brits zanger (overleden 2020)
- 1940 - Egbert Mulder, Nederlands voetbalscheidsrechter (overleden 2021)
- 1941 - Aranka Goijert, Nederlands politica (overleden 2022)
- 1941 - Paul Theroux, Amerikaans schrijver
- 1942 - Ben Cabrera, Filipijns kunstschilder
- 1944 - Jørgen Jensen, Deens atleet (overleden 2009)
- 1946 - Armand, Nederlands protestzanger (overleden 2015)
- 1946 - Theo Uittenbogaard, Nederlands freelance journalist en programmamaker (overleden 2022)
- 1947 - Bunny Livingston, Jamaicaans reggae-artiest (overleden 2021)
- 1948 - Aimé Anthoni, Belgisch acteur
- 1950 - Ramon Dwarka Panday, Surinaams politicus (overleden 2013)
- 1950 - Eddy Poelmann, Nederlands sportverslaggever
- 1952 - Hugo Broos, Belgisch voetballer en -trainer
- 1952 - Steven Seagal, Amerikaans acteur
- 1953 - Søren Busk, Deens voetballer
- 1953 - Heiner Lauterbach, Duits acteur
- 1954 - Peter MacNicol, Amerikaans acteur
- 1954 - Giedo Thiry, Belgisch sportjournalist en acteur
- 1954 - Jean-Luc Vanraes, Belgisch politicus
- 1955 - Antonio Álvarez, Spaans voetballer en voetbalcoach
- 1955 - Marit Breivik, Noors handbalster en -coach
- 1957 - Mariëtte Haveman, Nederlands kunstjournalist
- 1959 - Brian Setzer, Amerikaans gitarist
- 1960 - Afrika Bambaataa, Amerikaans hiphop-artiest
- 1961 - Rudy Dhaenens, Belgisch wielrenner (overleden 1998)
- 1961 - Ricki Herbert, Nieuw-Zeelands voetballer en voetbalcoach
- 1962 - Atle Kvålsvoll, Noors wielrenner
- 1962 - Chris Leeuwenburgh, Nederlands atleet
- 1962 - JulieAnne White, Canadees triatlete
- 1963 - Helen Masters, Engels actrice
- 1963 - Mark Oliver Everett, Amerikaans zanger en componist
- 1964 - Manon Bollegraf, Nederlands tennisster
- 1964 - Elena Georgescu, Roemeens stuurvrouw bij het roeien
- 1965 - Theo Jubitana, Surinaams inheems leider (overleden 2021)
- 1966 - Lieven Boeve, Belgisch theoloog
- 1966 - Patrick Goots, Belgisch voetballer
- 1966 - Brad William Henke, Amerikaans acteur (overleden 2022)
- 1966 - Fien Sabbe, Belgisch presentatrice
- 1968 - Nebahat Albayrak, Turks-Nederlands politica
- 1968 - Tjeerd de Groot, Nederlands politicus
- 1968 - Orlando Jones, Amerikaans komiek en film- en televisieacteur
- 1969 - Billy Jayne, Amerikaans acteur
- 1970 - Ron van den Beuken, Nederlands producer
- 1970 - Miklos Molnar, Deens voetballer
- 1970 - Diederik Simon, Nederlands roeier
- 1970 - Harald Wapenaar, Nederlands voetbaldoelman
- 1971 - Joey DeFrancesco, Amerikaans jazzorganist (overleden 2022)
- 1971 - Patrick Grammens, Belgisch atleet
- 1971 - Jan van Mersbergen, Nederlands schrijver
- 1971 - Giacomo Leone, Italiaans atleet
- 1971 - Indro Olumets, Estisch voetballer
- 1972 - Frank Lammers, Nederlands acteur
- 1972 - Mario Stanić, Kroatisch voetballer
- 1972 - Stijn Westenend, Nederlands acteur
- 1973 - Roberto Carlos, Braziliaans voetballer
- 1973 - Sam Gooris, Belgisch zanger
- 1974 - Goce Sedloski, Macedonisch voetballer
- 1975 - Chris Carrabba, Amerikaans muzikant
- 1975 - David Harbour, Amerikaans acteur
- 1975 - Prins Floris, zoon van Prinses Margriet en prof. mr. Pieter van Vollenhoven
- 1975 - Joseph Ngolepus, Keniaans atleet
- 1975 - Jan Van Der Veken, Belgisch illustrator
- 1976 - John van Lottum, Nederlands tennisser
- 1977 - Waseem Ahmad, Pakistaans hockeyer
- 1978 - Khalid El Boumlili, Marokkaans atleet
- 1979 - Rachel Corrie, Amerikaans vredesactiviste (overleden 2003)
- 1979 - Peter Kopteff, Fins voetballer
- 1979 - Zoltán Kővágó, Hongaars atleet
- 1979 - Jean-Christophe Ravier, Frans autocoureur
- 1979 - Stefan Teelen, Belgisch voetballer
- 1979 - Koen Wouterse, Nederlands acteur
- 1979 - Sophie Ellis-Bextor, Brits zangeres
- 1980 - Odd Bohlin Borgersen, Noors schaatser
- 1980 - Leonardo Duque, Colombiaans wielrenner
- 1980 - Gro Hammerseng, Noors handbalster
- 1980 - Simon Tol (Stein), Nederlands zanger
- 1982 - Ibrahim Kargbo, Sierra Leoons voetballer
- 1982 - Florian Mennigen, Duits roeier
- 1982 - Ilse Ott, Nederlands actrice
- 1982 - Mebarek Soltani, Algerijns bokser
- 1982 - Bart Zeilstra (Baas B), Nederlands rapper en zanger
- 1982 - Chyler Leigh, Amerikaans actrice
- 1983 - Fumiyuki Beppu, Japans wielrenner
- 1983 - Jamie Chung, Amerikaans actrice
- 1984 - Fred Benson, Ghanees voetballer
- 1984 - Dons, Lets zanger
- 1984 - Gonzalo Javier Rodríguez, Argentijns voetballer
- 1984 - Sanne Vogel, Nederlands actrice, schrijfster en theaterregisseur
- 1985 - Alessandro Bonetti, Italiaans autocoureur
- 1985 - Lina Jacques-Sébastien, Frans atlete
- 1985 - Wang Meng, Chinees shorttrackster
- 1986 - Olivia Borlée, Belgisch atlete
- 1986 - Fernando Gago, Argentijns voetballer
- 1986 - Vincent Kompany, Belgisch voetballer
- 1987 - Arnout Matthijs, Belgisch atleet
- 1987 - Taida Pasić, Servisch-Kosovaars scholiere
- 1988 - Aude Aguilaniu, Frans alpineskiër
- 1988 - Alessandra Neri, Italiaans autocoureur
- 1988 - Haley Joel Osment, Amerikaans acteur
- 1989 - Vassilis Fotias, Grieks voetbalscheidsrechter
- 1989 - Hervé Kage, Belgisch voetballer
- 1989 - Rico Verhoeven, Nederlands kickbokser
- 1990 - Ben Amos, Brits voetballer
- 1990 - Christoph Harting, Duits atleet
- 1990 - Florian Hempel, Duits darter
- 1990 - Shea Holbrook, Amerikaans autocoureur
- 1990 - KA, Nederlands rapper
- 1990 - Alex Pettyfer, Brits acteur
- 1991 - Pedro Pablo Calbimonte, Boliviaans autocoureur
- 1991 - Tim Coremans, Nederlands voetballer
- 1991 - Yves Lampaert, Belgisch wielrenner
- 1992 - Seve van Ass, Nederlands hockeyer
- 1992 - Andrij Hovorov, Oekraïens zwemmer
- 1992 - Sadio Mané, Senegalees voetballer
- 1993 - Sam Larsson, Zweeds voetballer
- 1993 - Pascalle Tang, Nederlands voetbalster
- 1995 - Adriana Jelínková, Nederlands alpineskiester
- 1996 - Loïc Nottet, Belgisch zanger, componist en danser
- 1997 - Ammar Bozoglu, Turks-Nederlands zanger
- 1997 - Vlatko Čančar, Sloveens basketballer
- 1998 - Lexie Alford, Amerikaans webvideoproducente en recordhoudster
- 1998 - Ashley Ausburn, Amerikaans actrice
- 1998 - Stijn Desmet, Belgisch shorttracker
- 1998 - Anna Pogorilaja, Russisch kunstschaatsster
- 1998 - Sem Wensveen, Nederlands tennisster en model
- 1999 - Kaja Rysz, Pools wielrenster
- 2000 - Josie Griffiths, Engels actrice
- 2000 - Nicolas Laframboise, Canadees snowboarder
- 2001 - Angelina Mango, Italiaans zangeres
- 2001 - Lilou Wadoux, Frans autocoureur
- 2002 - Wendy Balfoort, Nederlands voetbalster
- 2005 - Julia Mickenhagen, Duits voetbalster
- 2007 - Ariane Wilhelmina Máxima Ines van Oranje-Nassau, Nederlands prinses

## Overleden

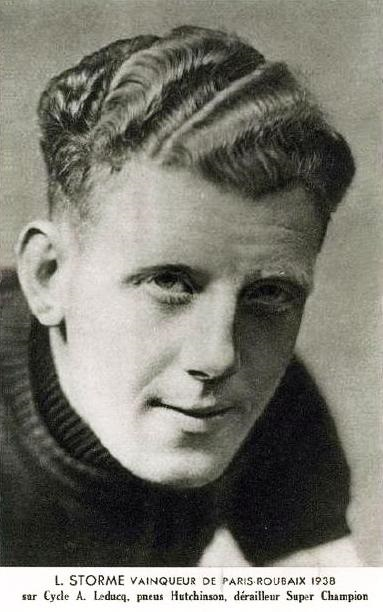
Lucien Storme
overleden in 1945

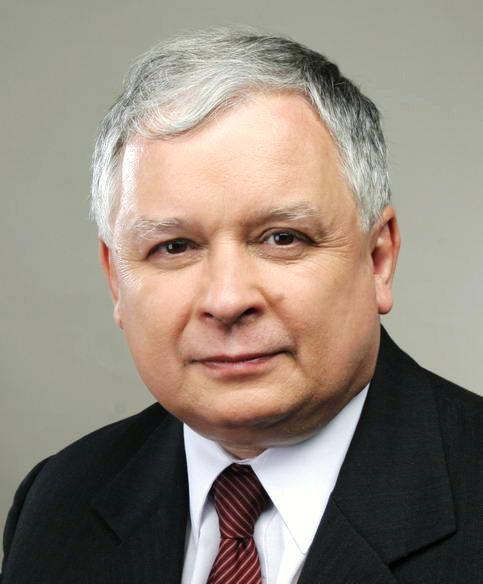
Lech Kaczyński
overleden in 2010

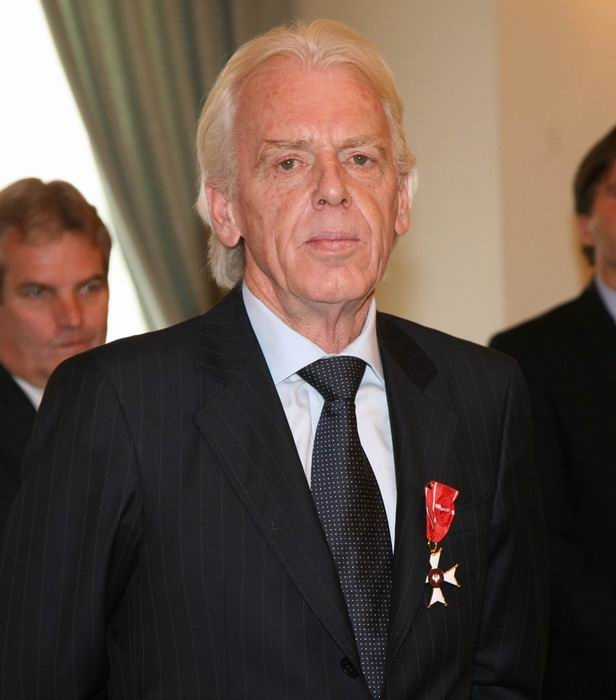
Leo Beenhakker
overleden in 2025

- 879 - Lodewijk de Stamelaar (32), Koning der Franken
- 1362 - Machteld van Lancaster (23), echtgenote van Willem V van Holland
- 1533 - Frederik I van Denemarken (61), koning van Denemarken en Noorwegen
- 1585 - Paus Gregorius XIII (83), Italiaans paus
- 1813 - Joseph-Louis Lagrange (78), Italiaans wiskundige en astronoom
- 1882 - Dante Gabriel Rossetti (53), Brits schilder en dichter
- 1919 - Emiliano Zapata (39), Mexicaans revolutionair
- 1941 - Aegidius Willem Timmerman (82), Nederlands classicus en letterkundige
- 1945 - Lucien Storme (28), Belgisch wielrenner
- 1945 - Hendrik Werkman (62), Nederlands kunstdrukker
- 1946 - Karel Henri Broekhoff (59), Nederlands politiefunctionaris
- 1955 - Pierre Teilhard de Chardin (73), Frans priester en filosoof
- 1954 - Pieter Nicolaas van Eyck (66), Nederlands dichter en criticus
- 1954 - Oscar Mathisen (65), Noors schaatser
- 1962 - Stuart Sutcliffe (21), Brits bassist
- 1966 - Henri Van Lerberghe (75), Belgisch wielrenner
- 1966 - Evelyn Waugh (62), Brits schrijver
- 1967 - Alfred Felber (80), Zwitsers roeier
- 1977 - John Mogensen (49), Deens singer-songwriter en pianist
- 1979 - Hetty Beck (91), Nederlands hoorspelactrice
- 1979 - Nino Rota (67), Italiaans componist
- 1984 - Servílio de Jesus (69), Braziliaans voetballer
- 1994 - Reinaldo Gorno (75), Argentijns atleet
- 1995 - Günter Guillaume (68), Oost-Duits geheim agent
- 1998 - Dieter Erler (58), Duits voetballer
- 2000 - Larry Linville (60), Amerikaans acteur
- 2003 - Herman Passchier (89), Nederlands acteur
- 2005 - Aatos Lehtonen (91), Fins voetballer en voetbalcoach
- 2005 - Wally Tax (57), Nederlands schrijver en zanger
- 2010 - Krystyna Bochenek (56), Pools politica, vicevoorzitter van de Poolse Senaat
- 2010 - Dixie Carter (70), Amerikaans actrice
- 2010 - Franciszek Gągor (58), Pools generaal
- 2010 - Izabela Jaruga-Nowacka (59), Pools politica
- 2010 - Ryszard Kaczorowski (90), laatste president van de Poolse regering in ballingschap
- 2010 - Lech Kaczyński (60), Pools politicus
- 2010 - Maria Kaczyńska (67), Pools presidentsvrouw
- 2010 - Andrzej Kremer (48), Pools politicus
- 2010 - Piotr Nurowski (64), Pools tennisser
- 2010 - Manfred Reichert (69), Duits voetballer
- 2010 - Ryszard Rumianek (62), Pools priester en rector
- 2010 - Sławomir Skrzypek (46), Pools econoom
- 2010 - Jerzy Szmajdziński (58), Pools politicus
- 2010 - Janusz Zakrzeński (74), Pools theater- en filmacteur
- 2011 - Michail Roesjajev (46), Russisch voetballer
- 2011 - Phil Solomon (86), Brits impresario en zakenman
- 2012 - Luis Aponte Martínez (89), Puerto Ricaans kardinaal en aartsbisschop
- 2013 - Lorenzo Antonetti (90), Italiaans kardinaal
- 2013 - Robert Edwards (87), Brits fysioloog en Nobelprijswinnaar
- 2014 - Doris Pilkington Garimara (76), Aborigines schrijfster bekend van Follow the Rabbit-Proof Fence
- 2014 - Bob Stijnen (74), Belgisch acteur
- 2014 - Sue Townsend (68), Brits schrijfster
- 2015 - Raúl Héctor Castro (98), Mexicaans-Amerikaans politicus en diplomaat
- 2017 - Chris Roodbeen (87), Nederlands (rechtbank)tekenaar
- 2018 - Pieter Smit (54), Nederlands burgemeester
- 2018 - Yvonne Staples (80), Amerikaans zangeres
- 2020 - Frits Flinkevleugel (80), Nederlands voetballer
- 2020 - Bas Mulder (88), Nederlands-Surinaams geestelijke
- 2020 - Ing Yoe Tan (71), Nederlands politica
- 2020 - Hans Verhagen (81), Nederlands dichter
- 2021 - Edward Idris Cassidy (96), Australisch kardinaal
- 2021 - Fred Erdman (87), Belgisch advocaat
- 2021 - Bob Porter (80), Amerikaans muziekproducent, discograaf, auteur en radiopresentator
- 2021 - Corinne Sickinghe (98), Nederlands publiciste en gouvernante
- 2022 - Bouke Beumer (87), Nederlands politicus
- 2022 - Philippe Boesmans (85), Belgisch componist
- 2022 - Hein van der Gaag (84), Nederlands jazz- en boogie-woogiepianist en componist
- 2022 - Jos Schreurs (87), Nederlands priester en politicus
- 2023 - Paul Furlan (60), Belgisch politicus
- 2024 - Ganchoegiyn Poerevbat (59), Mongools schilder en kunstverzamelaar
- 2024 - O.J. Simpson (76), Amerikaans Americanfootballspeler en acteur
- 2025 - Leo Beenhakker (82), Nederlands voetbaltrainer
- 2025 - Ted Kotcheff (94), Canadees film- en televisieregisseur, schrijver en producent
- 2025 - Nino Tempo (90), Amerikaans zanger

## Viering/herdenking
- De Megalensia, de feestdagen in Rome ter ere van de godin Cybele, eindigen na 7 dagen.
- Pasen in 1583, 1594, 1605, 1667, 1678, 1689, 1735, 1746, 1757, 1803, 1814, 1887, 1898, 1955, 1966, 1977, 2039, 2050.
- Rooms-katholieke kalender:
  - Heilige Fulbert van Chartres († 1028)
  - Heilige Ezechiel († 6e eeuw v.Chr.)
  - Heilige Mac(h)arius van Antiochië († 1012) - Vrije Gedachtenis (in Bisdom Gent)
  - Heiligen Martelaren van Carthago: Terentius van Carthago († c. 250)
  - Heilige (Maria-)Magdalena van Canossa († 1835)
  - Zalige Paternus van Paderborn († 1058)
  - Zalige Eberwin van Steinfeld († 1152)
  - Zalige Nother van Luik († 1008)

## Weerextremen

### Nederland
| | Officiële records | Officiële records | Officiële records |      | Landelijke records | Landelijke records | Landelijke records           |
| Gebeurtenis | Jaar              | Extreem           | Locatie           | Jaar | Extreem            | Locatie            |                              |
| --- | ----------------- | ----------------- | ----------------- | ---- | ------------------ | ------------------ | ---------------------------- |
| Laagste etmaalgemiddelde temperatuur (°C) | 1917              | 0,7               | De Bilt           |      | 1917               | −0,1               | Eelde, Maastricht            |
| Hoogste etmaalgemiddelde temperatuur (°C) | 2009              | 17,3              | De Bilt           |      | 2009               | 18,4               | Maastricht                   |
| Laagste minimumtemperatuur (°C) | 1922, 1990        | −3,8              | De Bilt           |      | 1990               | −6,5               | Hupsel                       |
| Hoogste minimumtemperatuur (°C) | 2009              | 11,4              | De Bilt           |      | 2009               | 12,4               | Maastricht                   |
| Laagste maximumtemperatuur (°C) | 1917              | 3,8               | De Bilt           |      | 1917               | 1,7                | De Kooy                      |
| Hoogste maximumtemperatuur (°C) | 2009              | 23,7              | De Bilt           |      | 2009               | 24,8               | Eelde                        |
| Hoogste uurgemiddelde windsnelheid (m/s) | 1950              | 15,9              | De Bilt           |      | 1950               | 20,1               | De Kooy                      |
| Hoogste windstoot (m/s) | 1958              | 22,1              | De Bilt           |      | 1972               | 24,2               | De Kooy                      |
| Langste zonneschijnduur (uur) | 2000              | 12,6              | De Bilt           |      | 2000 2019          | 12,8               | Heino, Hupsel, Twenthe Eelde |
| Langste neerslagduur (uur) | 2021              | 12,0              | De Bilt           |      | 2012               | 17,2               | Deelen                       |
| Hoogste etmaalsom van de neerslag (mm) | 1912              | 13,6              | De Bilt           |      | 2018               | 21,0               | Eindhoven                    |
| Laagste etmaalgemiddelde relatieve vochtigheid (%) | 1922              | 41                | De Bilt           |      | 1922               | 40                 | Maastricht                   |
| Laagste uurwaarde luchtdruk op zeeniveau (hPa) | 1963              | 985,6             | De Bilt           |      | 1963               | 984,7              | De Kooy                      |
| Hoogste uurwaarde luchtdruk op zeeniveau (hPa) | 1938              | 1041,0            | De Bilt           |      | 1938               | 1041,6             | Vlissingen                   |
| Officiële records worden altijd gemeten op het KNMI-weerstation in De Bilt. Landelijke records kunnen worden gemeten op elk officieel KNMI-weerstation in Nederland. |                   |                   |                   |      |                    |                    |                              |

Uitzonderlijke gebeurtenissen
- 1906 - Eerste officiële warme dag van het jaar (maximumtemperatuur ≥ 20 °C in De Bilt)
- 1906 - Eerste landelijke warme dag van het jaar gemeten in De Bilt (maximumtemperatuur ≥ 20 °C op een officieel weerstation)
- 1935 - Eerste landelijke warme dag van het jaar gemeten in Maastricht (maximumtemperatuur ≥ 20 °C op een officieel weerstation)
- 1938 - Officieel maandrecord hoogste uurwaarde luchtdruk op zeeniveau in hPa van april gemeten in De Bilt: 1041,0
- 1938 - Landelijk maandrecord hoogste uurwaarde luchtdruk op zeeniveau in hPa van april gemeten in Vlissingen: 1041,6
- 1979 - Eerste landelijke warme dag van het jaar gemeten in Eindhoven, Gilze-Rijen, Maastricht, Rotterdam en IJmuiden (maximumtemperatuur ≥ 20 °C op een officieel weerstation)
- 1981 - Eerste officiële warme dag van het jaar (maximumtemperatuur ≥ 20 °C in De Bilt)
- 1983 - Eerste landelijke zachte dag van het jaar gemeten in Eindhoven, Gilze-Rijen, Maastricht, Rotterdam en Volkel (maximumtemperatuur ≥ 15 °C op een officieel weerstation)
- 1990 - Officieel laagste minimumtemperatuur in °C van het jaar gemeten in De Bilt: −3,8
- 2023 - Landelijk hoogste minimumtemperatuur in °C van april dit jaar gemeten in Vlissingen: 9,5

### België
Dagrecords
- 1837 - Laagste etmaalgemiddelde temperatuur 0,1 °C
- 2009 - Hoogste etmaalgemiddelde temperatuur 17,7 °C
- 1837 - Laagste minimumtemperatuur −3,4 °C
- 2009 - Hoogste maximumtemperatuur 23,5 °C
- 1929 - Hoogste etmaalsom van de neerslag 21,5 mm

Uitzonderlijke gebeurtenissen
- 1901: Tornado in de streek van Terhulpen.
- 1970: Dit is de koudste april-decade van de eeuw. Gemiddelde temperatuur in Ukkel: 2,7 °C.

<< · 1 · 2 · 3 · 4 · 5 · 6 · 7 · 8 · 9 · 10 · 11 · 12 · 13 · 14 · 15 · 16 · 17 · 18 · 19 · 20 · 21 · 22 · 23 · 24 · 25 · 26 · 27 · 28 · 29 · 30 · >>